# رادهی ما
رادهی ما (انگلیسی: Radhe Maa؛ زادهٔ ۴ آوریل ۱۹۶۵) گورو اهل هند است. رادهی ما با نام سخوویندر کور (متولد ۴ آوریل ۱۹۶۵) شهرت دارد. رادهی ما به‌طور معمول با لباس‌های قرمز، تریشول و گل در دست برای پیروانش ظاهر می‌شد. او با رقصیدن روی موسیقی‌های بالیوود مردم را متبرک می‌کرد. رادهی ما در بالیوود و سیاست تأثیر زیادی داشت و در منطقه بورویالی در مومبای مستقر بود.

## اوایل زندگی
رادهی ما در روستای دورانکلا در ناحیه گرداسپور، پنجاب متولد شد. نام اصلی او سخوویندر کور بود. او تحصیلات رسمی خود را فقط تا کلاس چهارم گذراند. در کودکی، بیشتر وقت خود را در معبد کالی روستا می‌گذراند و پیروانش بر این باورند که این نقطه شروع ورود او به مسیر معنویت بود. اما روستاییان شهادت داده‌اند که او در کودکی هیچ نیروی خارق‌العاده‌ای نداشت.
در سن ۱۷ سالگی با «موهان سینگ» ازدواج کرد و در کارگاه پارچه‌بافی شوهرش کار می‌کرد. درآمد خانواده بسیار ناچیز بود. هنگامی که شوهرش برای کار به قطر رفت، رادهی ما به مسیر معنوی گرایش پیدا کرد. او در ۲۳ سالگی تحت تعلیم «گورو رام دین داس» قرار گرفت که نام «رادهی ما» را به او داد.

## ورود به رهبری معنوی
رادهی ما در آشرام «پارامهانس درا» اعلام کرد که یک موجود الهی است. بعداً آشرام خود را به مومبای منتقل کرد. در آنجا، «منموهان گوپتا» یکی از پیروان او شد و از طریق او وارد خانواده گوپتا شد. گفته می‌شود او تقریباً ۱۲ سال در آنجا ماند. بسیاری از مردم در مومبای به پیروان او تبدیل شدند. او در آن زمان اعلام کرد که تجسم دورگا است، اما یک گروه هندو در فاگوارا علیه این ادعا اعتراض کرد.

## جنجال‌ها
در سال ۲۰۱۵، «نیکی گوپتا» از اعضای خانواده گوپتا، علیه رادهی ما شکایت کرد. او ادعا کرد که رادهی ما در مراسم ازدواجش درخواست مهریه هنگفتی داشته و بعد از ازدواج در آشرامش مورد سوءاستفاده قرار گرفته است. در آگوست ۲۰۱۵، پلیس مومبای علیه او اخطار صادر کرد.
او در لیست «۱۴ گورو تقلبی» که توسط Akhil Bharatiya Akhara Parishad تهیه شده بود، قرار گرفت.